# Râul Văleanca
Râul Văleanca este un curs de apă, afluent al râului Teleajen. Izvorăște în apropiere de Groșani și străbate localitățile Teișani și Vălenii de Munte, vărsându-se în Râul Teleajen prin 2 brațe. Principalii săi afluenți sunt Pârâul Parasca și izvoarele din bazinul său hidrografic.

## Regim hidrologic
În perioadele secetoase, râul intră sub pământ în dreptul satului Olteni,formând un strat acvifer de suprafață, ca apoi sa iasă la suprafață în aval. În perioadele prelungite de secetă poate seca pe cursul inferior. Toamna și primăvara, datorită ploilor abundente, debitul poate crește considerabil brusc, provocând inundații și surpări de teren.

## Etimologie
Denumirea "Văleanca" provine de la localitatea situată pe cursul său inferior(Vălenii de Munte). Mai este numit și Valea Stâlpului(Stîlpu), nume provenit de la unul din satele pe care îl străbate.

## Faună
Valea râului în amonte de Văleni are o biodiversitate uimitoare, în special amfibieni.

### Mamifere
Din rândul mamiferelor se pot enumera șoarecele de câmp (microtus arvalis), chițcanul (sorex araneus), iepurele de câmp (lepus europaenus) si căprioara.

### Păsări
Nu există informații la această dată.

### Reptile
Din cauza faptului că mare parte din valea râului este împădurită sau cultivată se regăsesc doar 4 specii de reptile: gușterul (lacerta viridis), șarpele de casă (natrix natrix), șarpele de apă (natrix tessellata) și șarpele de alun (coronela austriaca). Trebuie menționat că șarpele de apă nu urcă pe firul apei mai sus de Vălenii de Munte.

### Amfibieni
Datorită climatului umed al văii cauzat de prezența Râului Văleanca, se regăsesc 8 specii din cele 18 din România: broasca mare de lac (rana ridibunda), broasca de pădure (rana dalmatina), broasca râioasă comună (bufo viridis), broasca râioasă brună (bufo bufo), brotăcelul/buratecul (hyla arborea), buhaiul de baltă cu burta galbenă (bombina variegata), tritonul cu creastă (triturus cristatus) și tritonul comun (triturus vulgaris). Deși numărul speciilor este mare, datorită variației lanțului trofic populațiile din fiecare specie diferă ca număr de la an la an. În general broaștele râioase brune nu coboară mai jos de satul Teișani.

### Pești
Din cauza debitului mic și al adâncimii, în Văleanca se găsesc doar 2 specii de pești: boișteanul (phoxinus phoxinus) și zvârluga (cobitis taenia).

### Insecte
Nu există informații la această dată.

## Flora (Vegetație)
Vegetația pe cursul mediu este formată dintr-o alternanță de păduri de foioase, pășuni și terenuri agricole de dimensiuni mici, limitate de versanți. Cursul superior străbate în principal păduri, ieșind la lumină doar pentru câteva sute de metri. Pe cursul inferior vegetația este aproape inexistentă, cursul fiind amenajat, albia fiind cimentată pentru a împiedica erodarea malurilor. Vegetația de la vărsare este specifică luncilor. În mlaștinile de lângă cursul apei se întâlnește vegetație specifică (papură, părul-soacrei).

## Ecologie și starea ecosistemului
Deși actualmente ecosistemul este într-o stare bună, el se degradează datorită deșeurilor aruncate în albia râului. Pe cursul superior apa se află la standarde foarte înalte din punct de vedere calitativ, datorită izolării, lucru care nu mai este valabil și în aval. Pe cursul inferior albia minoră este mai curată decât mai în amonte, în Teișani datorită acțiunilor de ecologizare organizate periodic în Vălenii de Munte.